# Merenre-Pyramide

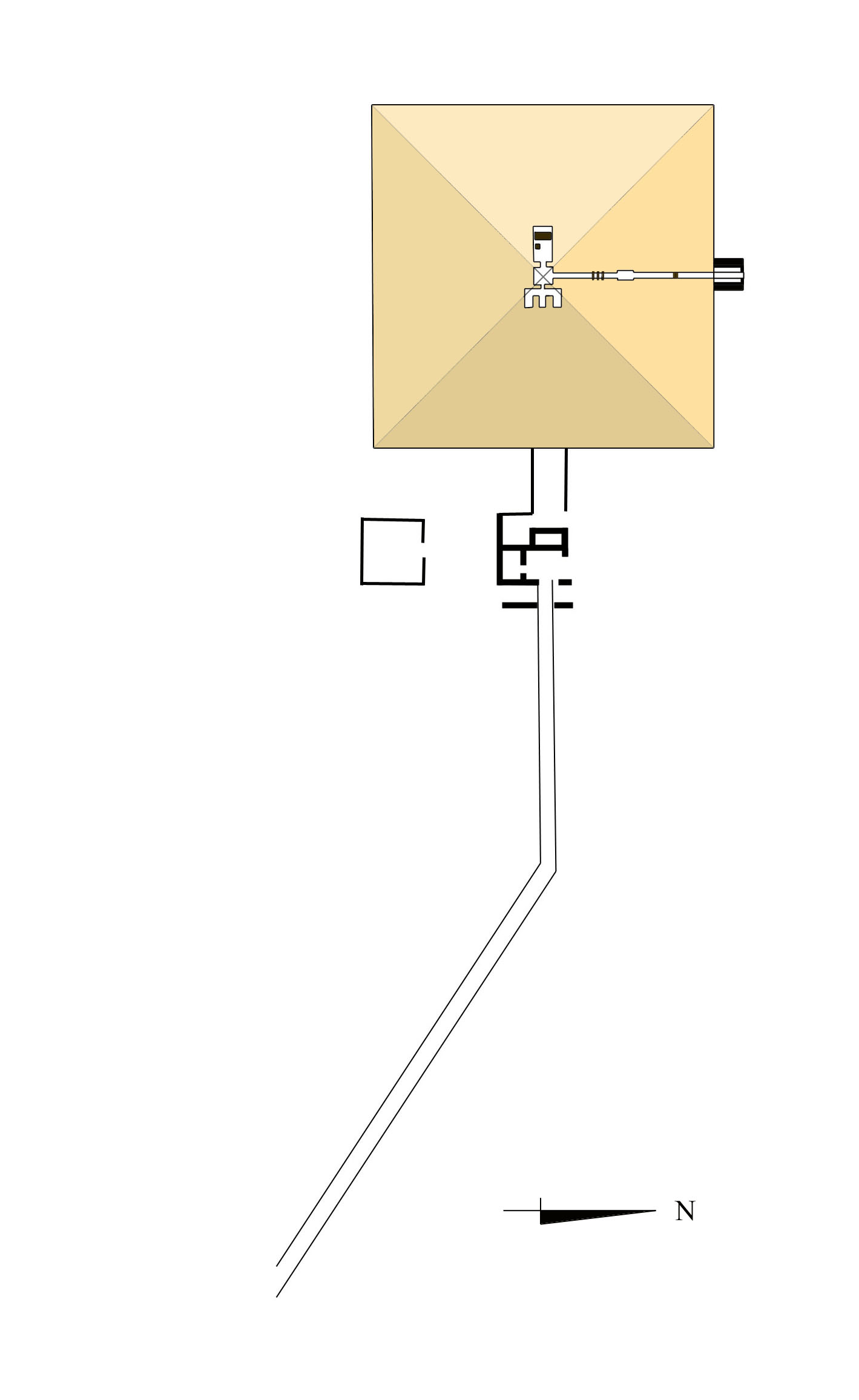
Der Pyramidenkomplex Merenres I.

Die Merenre-Pyramide in Sakkara ist das Grabmal des altägyptischen Königs Merenre aus der 6. Dynastie. Sie liegt südwestlich der Pyramide seines Vaters Pepi I. sowie westlich der Djedkare-Pyramide und ist von beiden jeweils 450 Meter entfernt. Das Bauwerk wurde nicht fertiggestellt und ist heute stark zerstört. Wie schon in den Gräbern seiner Vorgänger finden sich auch hier die sogenannten Pyramidentexte. Die Autobiografie des Weni, eines hohen Beamten unter Merenre, ist ein wichtiges Dokument zur Materialbeschaffung für die Pyramide.

## Erforschung
Eine erste Beschreibung des Bauwerks lieferte John Shae Perring in den dreißiger Jahren des 19. Jahrhunderts. Die Erforschung des Kammersystems begann 1881 durch Gaston Maspero und die Brüder Emil und Heinrich Brugsch. Mit detaillierteren Ausgrabungen wurde allerdings erst 1971 unter der Leitung von Jean Leclant begonnen.

## Die Pyramide
Der Pyramidenkörper ist aufgrund des frühen Todes Merenres nie fertiggestellt worden. Durch massiven Steinraub befinden sich die Überreste heute in einem sehr schlechten Zustand. Exakte Messungen der Pyramidenmaße sind bislang nicht durchgeführt worden, es ist aber davon auszugehen, dass die Pyramide mit einer Seitenlänge von 150 Königsellen (ca. 78,60 Meter) und einer Höhe von 100 Königsellen (ca. 52,40 Meter) konzipiert war. Der Neigungswinkel lag demnach bei 53°7′48″. Diese Maße sind die gleichen wie bei den Pyramiden seiner beiden Vorgänger Teti und Pepi I.
Die Autobiografie des Weni berichtet, dass für den Bau der Pyramide Granit aus Assuan verwendet wurde. Als Material für das Pyramidion war Grauwacke bestimmt, die Weni aus dem nubischen Ort Ibhat herbeischaffte. Perring konnte außerdem feststellen, dass zur Verkleidung Blöcke aus weißem Kalkstein dienten, von denen heute allerdings nichts mehr übrig ist.

## Die Substruktur

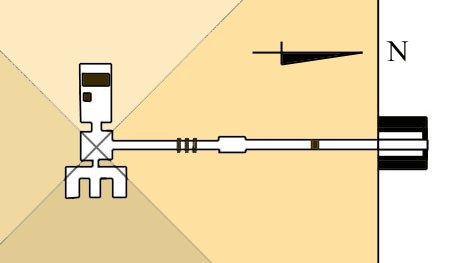
Das unterirdische Kammersystem

Das Kammersystem der Merenre-Pyramide ist dem im Grab seines Vaters sehr ähnlich. Von der Mitte der Nordseite aus führt zunächst ein Gang in die Tiefe, um anschließend in die Waagerechte überzugehen. In diesem Gang befinden sich drei Blockiersteine aus Granit, die den Zugang zur Grabkammer versperren sollten. Dennoch war es Grabräubern gelungen, diese Sperre zu überwinden, indem sie in die Westseite des Ganges einen Stollen getrieben hatten, durch den sie die Blockiersteine umgehen konnten.
Direkt unterhalb der geplanten Pyramidenspitze befindet sich die Vorkammer und westlich von ihr die eigentliche Grabkammer. Die Decken der beiden Räume bestehen aus einem Giebeldach, das durch eine Bemalung mit weißen Sternen auf sepiafarbenem Grund verziert ist. In die Wände der Gänge und Kammern sind Pyramidentexte eingemeißelt und mit grüner Farbe ausgemalt.
Am westlichen Ende der Grabkammer befindet sich der aus Basalt gefertigte Sarkophag, auf dem Reste einer Vergoldung gefunden wurden. Er hat eine Länge von 2,72 Meter sowie eine Breite und Höhe von 1,12 Meter. Der Deckel ruht noch auf dem Sarkophag und ist lediglich ein Stück beiseitegeschoben. 60 cm südlich des Sarkophags wurde ein Kanopenkasten aus Rosengranit gefunden. Von den vier Kanopenkrügen, für die er als Behälter gedacht war, wurde allerdings keine Spur gefunden. Auch von den restlichen Grabbeigaben war außer zwei Alabaster-Gefäßen und einem Holzknauf nichts mehr übrig.
Obwohl die Pyramide eindeutig ausgeraubt worden war, fand Maspero im Inneren des Sarkophages einen mumifizierten Leichnam vor. Ob es sich hierbei aber wirklich um Merenre handelt, ist unklar. Der Tote trägt das Haar zu einer Seitenlocke geflochten, was ihn als Jugendlichen ausweist. Der Mumienexperte Grafton Elliot Smith ging Anfang des 20. Jahrhunderts von einer Nachbestattung aus der 18. Dynastie aus. Da die Mumie, die sich heute im Ägyptischen Museum in Kairo befindet, aber bisher nicht näher untersucht worden ist, kann die Frage ihrer zeitlichen Einordnung nicht eindeutig beantwortet werden.

## Der Pyramidenkomplex
Die Hafenanlage für den Pyramidenkomplex plante Merenre möglicherweise im nahe gelegenen Wadi Tafla, worauf Spuren im Gelände hindeuten. Der Aufweg hätte dann allerdings für eine Distanz von 300 Meter bis zur Pyramide einen Höhenunterschied von 27 Metern überwinden müssen. Die Überreste dieses Aufwegs fand bereits Perring vor. Er fand ebenfalls die Überreste einer Umfassungsmauer aus Lehmziegeln.
An der Ostseite der Pyramide befand sich der Totentempel. Von ihm sind heute noch der Bodenbelag aus Kalkstein und Reste der Mauern erhalten. Im Opferraum fanden sich noch Spuren des Hauptopfertisches, ein weiterer, besserer erhaltener Tisch sowie ein Trog und ein in den Bodenbelag eingelassenes elliptisches Becken. Es wurden außerdem zahlreiche Relieffragmente gefunden, die nur vorgezeichnet sind und nicht mehr fertiggestellt worden waren.